# Зелений (Ішимський район)
Зеле́ний (рос. Зелёный) — селище у складі Ішимського району Тюменської області, Росія.
Населення — 33 особи (2010, 38 у 2002).
Національний склад станом на 2002 рік:
- росіяни — 97 %